# Joseph Bonnel
Joseph Bonnel   (Floreçac, 4 de gener de 1939 - Pesenàs, 13 de febrer de 2018) va ser un futbolista francès.

## Selecció de França
Va formar part de l'equip francès a la Copa del Món de 1966.